# Code pénal (Belgique)
 (décembre 2019).
Lire en ligne

 Belgique. « Code pénal » [lire en ligne]

Code pénal de 1810
Le Code pénal (Strafwetboek en néerlandais) est la codification du droit pénal belge. Il a remplacé le Code pénal napoléonien de 1810 utilisé à partir du 1er février 1811 au 15 octobre 1867, modifié sous le régime néerlandais (1815 à 1830) et révisé en 1834 et 1848. Il est publié le 9 juin 1867.